# Hans Larsson (filosof)
Hans Larsson, född 18 februari 1862 i Östra Klagstorp på Söderslätt i Malmöhus län, död 16 februari 1944 i Lund, var en svensk filosof och författare. Han var ledamot av Svenska Akademien 1925–1944, stol 15.
Hans Larsson var professor vid Lunds universitet, men skrev också skönlitteratur. Larsson var en humanist med en ödmjuk inställning till vetande och han fungerade som mentor åt flera svenska författare. Larsson var även en framstående essäist. Han anses ha grundat Lundafilosofin. Larsson ligger begravd på Norra kyrkogården i Lund. 
Den 18 februari 1953 konstituerades Hans Larsson Samfundet på Lunds universitet i syfte att genom publikationer främja det vetenskapliga studiet av livs- och kulturfrågor. Samfundet utger bokserien Insikt och Handling och startade 1974 bokförlaget Doxa, som 1990 såldes och ombildades till Nya Doxa.

## Biografi

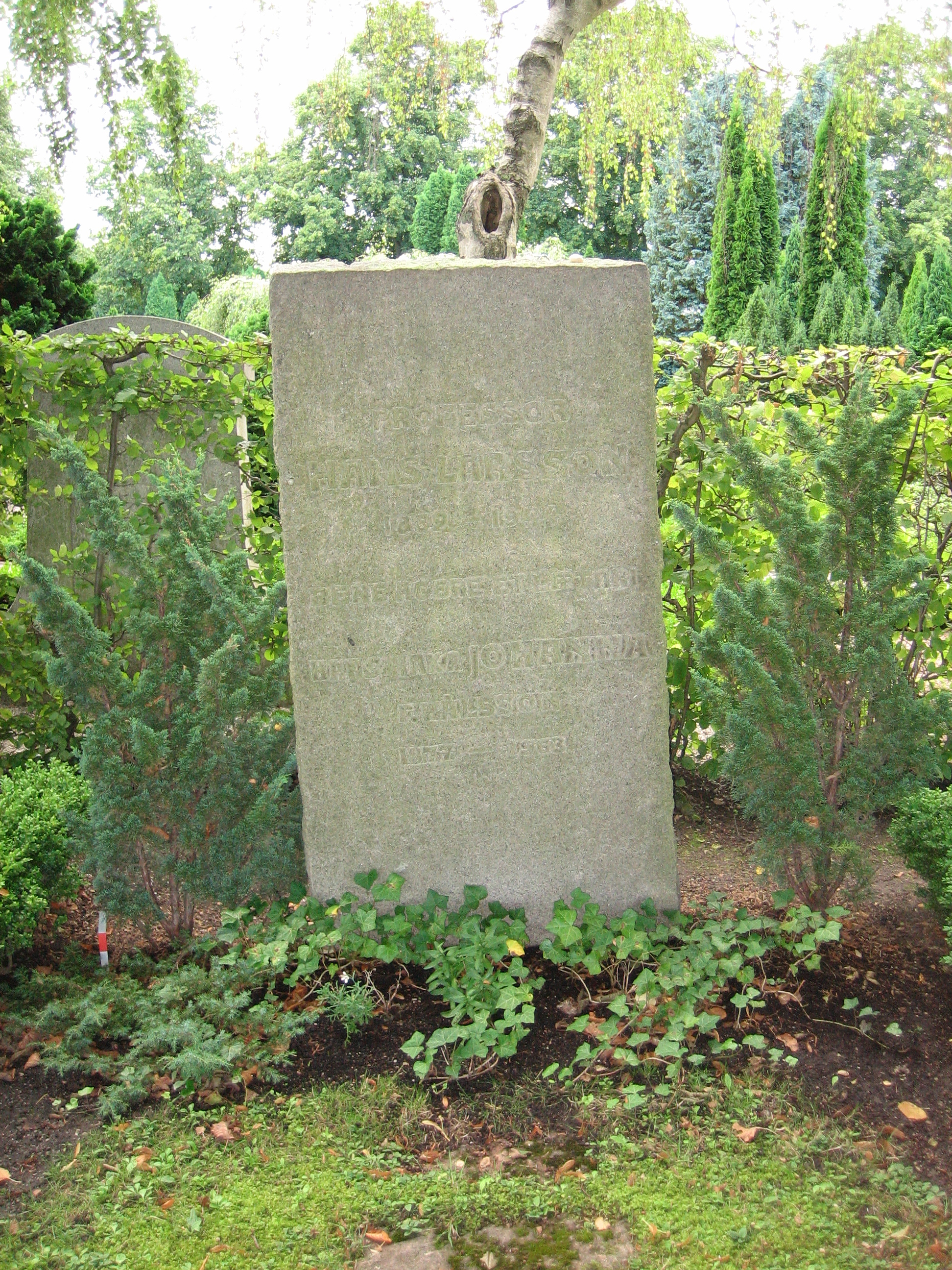
Hans Larssons grav på Norra kyrkogården i Lund.

Hans Larsson var son till lantbrukaren Lars Persson och Kersti Nilsdotter. Efter skolgång i Trelleborg blev han klasskamrat med sin syssling, författaren Ola Hansson, på Katedralskolan i Lund. Vid 18 års ålder hade han blivit föräldralös. Vid 20 års ålder dog en av hans bröder, vilket innebar att släktgården, där Larsson vuxit upp, fick säljas. Efter mogenhetsexamen 1881, skrevs han in vid Lunds universitet, där han avlade kandidatexamen 1888.   
År 1884 och sex år framåt undervisade han vid folkhögskolan i Grimslöv, för att 1899–1901 verka vid Uppsala Högre allmänna läroverk, efter att ha utsetts till docent i teoretisk filosofi vid Uppsala universitet. 
Larssons första skrift Intuition. Några ord om diktning och vetenskap utkom 1892. Den tar upp spörsmål som skulle genomsyra hela Hans Larssons liv; att kombinera estetiken i kulturradikalismen på 1880-talet, d.v.s. åttiotalets litteratur, med den mänskliga intuitionen, som Larsson ansåg vara den högsta formen av intellekt.  
År 1893 blev han på samma gång filosofie licentiat, filosofie doktor och docent i teoretisk filosofi vid Lunds universitet med avhandlingen Kants transcendentala deduktion af kategorierna. År 1901 erhöll han tjänsten som professor i teoretisk filosofi, och blev därmed efterträdare till Johan Jacob Borelius, vid Lunds universitet. Larsson förblev professor i Lund tills han blev emeritus 1927. Då hade han två år dessförinnan invalts i Svenska Akademien. 
I den akademiska världen gjorde Hans Larsson ett personligt intryck såsom bondson. Han var mycket omtyckt samt tystlåten, försiktig och sävligt betänksam med en tolerant respekt för andras åsikter. Larsson kallades "Kloke-Hans" (uttalades på skånska: "Kloge-Hans").
| ”                                  | Att se honom komma gående var som att se den skånska hembygden i mänsklig gestalt, gedigen och förtroendeingivande. Får jag säga: den vise bonden. | „ |
| – Anders Österling i Minnets vägar | |   |

År 1905 gifte han sig med lärarinnan Johanna Pålsson i Anderslöv, som även blev hans korrekturläsare, och som han själv kallade sin "bästa vän och värsta kritiker".

## Filosofen Hans Larsson
I centrum för Hans Larssons filosofi står intuitionen som definieras som en syntes; den mänskliga förmågan att i en åskådning omfatta en rikedom av föreställningar. Detta är möjligt när kunskap och erfarenheter blivit tillräckligt bearbetade till en helhet. Det intuitiva tänkandet kan framstå oberoende av logiken, men detta är enligt Larsson bara skenbart; snarare har i det skedet "grovlogik", såsom syllogismer, övergått i finare, mer nyanserad logik. Enligt Larsson ger intuitionen upphov till den estetiska stämningen. Intuitionen utmärker både hur människan skapar och upplever konst och "intuitiv syntes" är konstens kvalitetsmärke. I sina filosofiska verk återkommer han till skönlitteraturen, där han finner exempel på sin tes att den högsta medvetandefunktionen är just intuitiv och inte "grovlogisk"; motsatsen till intuition är enligt Hans Larsson diskursiviteten. Larsson försvarade åttiotalets litteratur mot både Ola Hanssons och Verner von Heidenstams polemik. I Reidar Ekners avhandling från 1962 spåras ursprunget till Larssons intuitionsfilosofi till tre grenar: Spinozas intuitionsbegrepp, intryck från Det omedvetnas filosofi av Eduard von Hartmann samt ett brev av Wolfgang Amadeus Mozart där kompositören beskriver sin kreativitet.
  

Intuitionen utgjorde utgångspunkten för Hans Larssons livsfilosofi och representerade människans självförverkligande och grundläggande behov av aktualitet, vilket enligt Larsson kunde beskrivas som "åtrån efter liv". Viktiga verk av Larsson i dessa frågor är Intuition (1892), Poesiens logik (1899) och Intuitionsproblemet (1912); i den senare redogör han för skillnaden mellan hans egen och den franske filosofen Henri Bergsons syn på vad intuition är. Att intuitionen var en logisk syntes gick stick i stäv med Bergsons åsikt, som förklarade intuitionen vara ett direkt skådande av tingens sanna natur, en utveckling av instinkten, någonting skilt från förståndet. År 1999 utkom en avhandling av Gunnar Matti om Hans Larssons intuitionsfilosofi. 
| ”                                                                     | En systembyggare var förvisso inte Hans Larsson. Han var heller inte det slags tänkare som drar till sig uppmärksamheten som grundare av en skarpt markerad filosofisk riktning eller som uttalad anhängare av en viss skola. Hans sinne för samband, övergångar och nyanser förbjöd honom t ex att ta parti för värdenihilismen. Han ansåg, att det inte går att göra en skarp skillnad mellan sakomdömen och uttryck för känslor. Han bestred vidare tesen, att det inte går att argumentera i värdefrågor. Hans uppfattning på dessa punkter stämmer i själva verket ganska väl med vissa avancerade nutida teorier. | „ |
| – Hans Regnéll, Dikt och verklighet i Hans Larssons Hemmabyarna, 1978 | |   |

Förutom filosofin låg pedagogik och psykologi Hans Larsson varmt om hjärtat. Hans livsgärning präglades av idealet om klarhet och tydlighet samt att filosofin skulle kännas som personliga livsfrågor. Han betraktade det mänskliga psyket som en oupplöslig enhet och ville inte skilja psykologin från filosofin. År 1896 publicerade Larsson Lärobok i psykologi på empirisk grund, som bl.a. byggde på forskning av Wilhelm Wundt, vilken blev mycket använd i många upplagor. Känslornas yttersta natur diskuterade Larsson i Gränsen mellan sensation och emotion (1899).
Larsson ansåg själv att hans viktigaste bidrag till filosofin förutom intuitionsfilosofin bestod i konvergenstanken och studier av Kants transcendentalfilosofi. Konvergenstanken, som bland annat skönjes i minnesteckningen över Christopher Jacob Boström, polemiserade emot Axel Hägerströms värdenihilism. Larsson menade i stället att värden förutsätter någon form av konsekvens och att även då människor synes ha motstridiga värderingar så delar de ändå samma principvärderingar. Konvergenstanken avhandlades i en särskild essä i Filosofiska uppsatser (1924) och framkommer tydligt i Spinoza (1931). Larsson delar i mycket Spinozas etiska betraktelsesätt, fastän han åtminstone till ålderdomen ansåg sig förespråka nykantianismen.  Larsson lär också ha sagt att hans djupaste filosofi fanns i verket Hemmabyarna. 
I Om själen (1930) kommenterar Larsson diskussionen mellan Hans Ruin och Rolf Lagerborg om själens natur. Senare skulle Ruin i boken Poesiens mystik (1935) både försöka utveckla Larssons teser om diktens förhållande till logiska lagar, och Larsson betraktade själv Poesiens mystik som en uppföljare till sin egen bok.   
| ” | Och i Skånes huvudstad Lund bor också deras store, stillsamme diktartänkare som få känner till. | „ |
| – Rainer Maria Rilke i brev till sin hustru enligt förord av Ingela Josefson i nyutgåva av Larssons Intuition |                                                                                                 |   |

Som filosof utövade Larsson ett enormt inflytande, inte enbart på andra filosofer som Alf Ahlberg, Alf Nyman och Gunnar Aspelin, utan även genom att hans skrifter nådde ut till den breda publiken. Bland studenterna fanns Albert Nilsson, Ernst Wigforss, Frans G. Bengtsson och Gabriel Jönsson. Hans Larsson skrev även om intellektuella i sin samtid, bland annat monografier om Gottfrid Billing, Emilia Fogelklou, Christopher Jacob Boström och Axel Herrlin. Larsson korresponderade bland annat med Harry Martinson, Tora Vega Holmström och Hjalmar Bergman. Larssons idéer kom att ha stort inflytande på hans vän socialdemokraten Oscar Olsson, som anses vara den svenska studiecirkelns upphovsman. Larssons lärjunge Alf Ahlberg blev sedermera rektor på arbetarrörelsens folkhögskola i Brunnsvik.  

## Den politiska samtidsdebatten
I Strindbergsfejden ställde sig Hans Larsson på Strindbergs och åttiotalisternas sida. Omkring 1910 började Hans Larsson stridigt deltaga i den aktuella politiska debatten i dagspressen och i småskrifter, detta till mångas förvåning då hans hållning varit allmänt meditativ och romantiskt jordnära. 
I Under världskrisen (1920) kritiserade han den maktdyrkan, nationalism och de antidemokratiska idéer som florerade. I synnerhet gick han i polemik mot vad som brukar benämnas som "1914 års idéer", vilket företräddes av Fredrik Böök, Sven Hedin, Rudolf Kjellén och Vitalis Norström. När Oswald Spengler, vars lära representerade den irrationella intuitionslära Larsson ville bekämpa, besökte Lund, bjöd Larsson personligen på motstånd i debatten, och skrev 1924 att "[Spenglers] bok är ett mäktigt uttryck för vår egen tid lika kaotisk och förvirrad som denna." Under 1930-talet tog Larsson i en rad tidningsartiklar även kraftfull ställning mot nazismens framväxt i Tyskland. 
| ”                                                           | Det gick med Hans Larsson som det gick med Geijer. Det dröjde innan jag begrep att jag begått en dumhet, när jag inte slöt mig till de stora skaror i Lund som av Hans Larsson lärde sig vikten av att alltid ta reda på hur det verkligen var och lärde sig tolerans mot andras uppfattningar, även mot deras missuppfattningar. Jag fick ju också under kampen mot nazismen uppleva, hur mycket av fasthet det fanns bakom Hans Larssons till synes villrådiga ställningstagande till världshändelserna. | „ |
| – Tage Erlander, (1972, Tidens förlag. Stockholm: s. 58-59) | |   |

I sin gärning var Hans Larsson folklig, rationell och antiauktoritär, och han hade till skillnad från sin syssling Ola Hansson svårt att fördra moderna nietzscheanska och intelligensaristokratiska ideal. Han sista skrift, Minimum, angriper den antiintellektualism och maktdyrkan som skakade 1930-talet. I denna polemik verkar han ha sökt en parallell hos Platon och dennes strid med sofisterna. Larsson betraktade sig som liberal vänsterman och hade förståelse för arbetarrörelsens strävanden även om han inte själv var socialist. Larsson debatterade även offentligt i skrift med Karl Kautsky.
I teologisk debatt försvarade Larsson även den grekiska filosofin då han tog ställning mot den anti-idealism som utgick från Karl Barth och bland annat förespråkades av Anders Nygren inom Lundateologin, vilken ville avskilja kristendomen från det västerländska filosofiska arvet.

## Priser och utmärkelser
- De Nios stora pris 1920